# Stubbskärs kobborna
Stubbskärs kobborna är en ö nära Skäriråsen i Nagu,  Finland.   Den ligger i Pargas stad i den ekonomiska regionen  Åboland  och landskapet Egentliga Finland. Ön ligger omkring 3 kilometer sydost om Skäriråsen, omkring 44 kilometer söder om Nagu kyrka,  77 kilometer söder om Åbo och 180 km väster om Helsingfors. Närmaste allmänna förbindelse är förbindelsebryggan vid Trunsö som trafikeras av M/S Nordep.